# Niedobór leukocytarnych cząstek adhezyjnych typu II
Niedobór leukocytarnych cząstek adhezyjnych typu II in. zespół Rambon-Hasharon, wrodzone zaburzenia glikozylacji typu IIc (ang. leukocyte adhesion deficiency type II, Rambon-Hasharon syndrome, congenital disorder of glycosylation, type IIc, CDG syndrome type IIc, LAD-II, CDG-IIc, CDG2C)  – genetycznie uwarunkowany zespół wad wrodzonych, dziedziczony autosomalnie recesywnie, charakteryzujący się niskim wzrostem, niepełnosprawnością intelektualną, nawracającymi zakażeniami bakteryjnymi oraz obecnością fenomenu bombajskiego.

## Historia
Pierwsze dwa  przypadki zespołu zostały opisane w 1991 roku przez zespół izraelskich lekarzy z Rambam Health Care Campus z Hajfy oraz HaSharon Hospital w Petach Tikwie.

## Etiologia
Choroba spowodowana jest uszkodzeniem genu SLC35C1 znajdującego się na krótkim ramieniu chromosomu 11 w regionie p11.2, kodującego białko transportujące GDP-fukozę z cytoplazmy do aparatu Golgiego, gdzie odbywa się końcowy etap glikolizacji. Poprawa na leczeniu fukozą pozwala domniemywać, że albo uszkodzenie enzymu nie jest całkowite, albo istnieje inny mechanizm transportu fukozy o małej efektywności.

## Obraz kliniczny
Choroba charakteryzuje się znacznym niedoborem wzrostu oraz opóźnieniem rozwoju fizycznego i intelektualnego, mikrocefalią, dysmorfią, hipotonią mięśniową, nawracającymi zakażeniami bakteryjnymi z utrzymującą się wysoką leukocytozą z neutrofilią oraz obecnością fenomenu bombajskiego.

## Epidemiologia
Częstość występowania szacowana jest na poniżej 1 na 1 000 000 żywych urodzeń. Do 2015 opisano na świecie 5 pacjentów.

## Diagnostyka różnicowa
Zespół objawów jest tak charakterystyczny, że rozpoznanie jest jednoznaczne.

## Leczenie
Leczenie jest objawowe i jego podstawą jest antybiotykoterapia zakażeń. Opisano poprawę w wyniku leczenia L-fukozą w jednym przypadku.

## Rokowanie
Chorzy zwykle dożywają do wieku dorosłego.